# عبری قرون وسطایی
عبری قرون وسطایی یک زبان ادبی و مذهبی بود که میان سده‌های ۴ و ۱۹ کاربرد داشت. این زبان معمولاً به عنوان زبان گفتاری به کار گرفته نمی‌شد، بلکه عمدتاً توسط خاخام‌ها، دانشمندان و شاعران به صورت نوشتاری استفاده می‌شد. عبری قرون وسطایی دارای ویژگی‌های بسیاری بود که آن را از گونه‌های کهن‌تر عبری متمایز می‌کرد. این تفاوت‌ها در دستور، نحو، ساختار جملات و همچنین طیف گسترده‌ای از واژگانی نو بود که یا بر پایه گونه‌های کهن‌تر بودند یا از زبان‌های دیگر، به ویژه آرامی، یونانی و لاتین وام گرفته شده بودند.